# Gehyra oceanica
Gehyra oceanica (тихоокеанська дтелла) — вид геконоподібних ящірок родини геконових (Gekkonidae). Мешкає в Океанії.

## Поширення і екологія
Тихоокеанські дтелли мешкають на більшості островів Меланезії, Мікронезії і Полінезії. Вони живуть в лісах, на плантаціях і в садах. Ведуть нічний, деревний спосіб життя. Живляться комахами, іноді плодами та іншими геконами. Відкладають яйця.